# Eigenjagd
Eine Eigenjagd ist ein Jagdbezirk, in dem der Eigentümer oder alleinige Nutznießer nicht nur das Jagdrecht besitzt, sondern auch unmittelbar das Jagdausübungsrecht.

## Eigenjagd in Deutschland
Eigenjagd oder Eigenjagdbezirk nennt man alle zusammenhängenden land-, forst- oder fischereiwirtschaftlich nutzbaren Grundstücke, die einer Person oder Personengemeinschaft gehören und zusammenhängend mindestens 75 ha als Mindestgröße (§ 7 des Bundesjagdgesetzes, in Bayern z. B. 81,755 Hektar) erreichen. Wenn der Grundeigentümer die öffentlich-rechtliche Voraussetzung für die Jagd, den Jagdschein, besitzt, kann er in seinem Eigenjagdbezirk jagen. Ansonsten kann er das Jagdausübungsrecht des Eigenjagdbezirkes an andere Jäger übertragen, z. B. durch Verpachten.
Ein Staatsjagdrevier ist in Bayern ein Eigenjagdbezirk des Freistaates Bayern.
In der DDR gab es 18 Staatsjagdgebiete; sie waren zusammen 98.921 Hektar groß (1,1 % der gesamten Jagdfläche der DDR).

## Eigenjagd in Österreich
Das Jagdrecht ist in Gesetzgebung und Vollziehung Landessache, so dass sich die Organisation der Jagd nach den Jagdgesetzen der jeweiligen Bundesländer richtet.
Diese Landesjagdgesetze gehen allesamt auf die Jagdreform durch Kaiser Franz Joseph zurück, der das Jagdrecht auf fremdem Eigentum aufhob und an das Grundeigentum band: wer mehr als 200 Joch zusammenhängenden Grund besaß, durfte das Jagdrecht selbst ausüben (Eigenjagdrecht), andernfalls musste es verpachtet werden. Diese ursprünglich 115 ha wurden dabei in einigen Landesjagdgesetzen modifiziert. Während z. B. in Kärnten, Niederösterreich, Oberösterreich, Salzburg, Vorarlberg, Wien und der Steiermark die Besitzgröße unverändert blieb, müssen neu zu schaffende Eigenjagden in Tirol eine zusammenhängende Grundfläche von 200 ha, im Burgenland sogar eine von 300 ha aufweisen.

## Eigenjagd in der Schweiz
In anderen Ländern, wie z. B. der Schweiz, ist das Jagdrecht ein nicht-grundstückgebundenes, sondern hoheitliches Recht, siehe Jagdrecht. Das heißt, der hoheitliche Staat (in der Schweiz die Kantone) verfügt über die Jagdberechtigung und nicht einzelne Grundeigentümer. Nach dieser Rechtsauffassung sind Wildtiere herrenlos bzw. unterstehen der staatlichen Hoheit. Ohne staatliche Berechtigung ist kein privates Eigentum an ihnen möglich.

## Eigenjagd in Südtirol
Das Regionalgesetz 131 von 1964 in Südtirol war ein „Gesetz zur Schaffung der Reviere von Rechts wegen“. Es hatte das Gebiet Südtirols in vier Kategorien unterteilt: die Reviere von Rechts wegen mit insgesamt 651.000 Hektar, die Forstdomänengüter mit 56.545 Hektar, den Nationalpark Stilfser Joch mit 52.000 Hektar und die Eigenjagden mit 14.158 Hektar. Bei den Eigenjagden handelt es sich allerdings nur um Konzessionen. Wäre eine Konzession nicht erneuert worden, so wäre die Eigenjagd dem Revier von Rechts wegen zugefallen. Diese waren in der Regel identisch mit dem Gemeindegebiet.